# الحارث بن رافع بن مكيث
الحارث بن رافع بن مَكِيث الجُهَنيّ، تابعي، ذكره ابْنُ حِبَّانَ في ثقات التَّابعين، أرسل حديثًا فذكره بعضهم في الصحابة، روى بقية، عن عثمان بن زفر، عن محمد بن خالد بن رافع بن مكيث، عن عمه الحارث بن رافع: «أن النبي صَلَّى الله عليه وسلم قال: "حُسْنُ المَلَكَةِ نَمَاءٌ، وَسُوءُ الخُلُقِ شُؤْمٌ، وَالبِرُّ زِيَادَةُ فِي العُمُرِ"».